# Chalou-Moulineux
Chalou-Moulineux è un comune francese di 417 abitanti situato nel dipartimento dell'Essonne nella regione dell'Île-de-France.

## Società

### Evoluzione demografica
Abitanti censiti